# 4051 Hatanaka
A 4051 Hatanaka (ideiglenes jelöléssel 1978 VP) a Naprendszer kisbolygóövében található aszteroida. Kōichirō Tomita fedezte fel 1978. november 1-én.